# Список вулиць Харкова (Й)
| Назва           | Тип   | Довжина, м | Колишні назви | Район(и)    | Місцевість         |
| --------------- | ----- | ---------- | ------------- | ----------- | ------------------ |
| Йосипа Тимченка | пров. | 295        | Кустанайський | Слобідський | Селище ім. Герцена |